# Освајачи олимпијских медаља у атлетици — крос екипно за мушкарце
Освајачи олимпијских медаља у атлетици за мушкарце у дисциплини крос екипно, која је на програму игара била три пута, приказани су у следећој табели. Екипе су имале по 5 такмичара. Бодована су само прва тројица из сваке екипе. Број освојеног места је носио исти број освојених бодова. Мањи збир бодова такмичара једне екипе, дао је коначни пласман. Дужина стазе била је различита. На Играма 1912. у Стокхолму је износила 12 км, 1920. у Антверпену 8 км, а 1924. у Паризу 10 километара.
| Олимпијске игре        | Злато                                                                | Злато     | Сребро                                                                        | Сребро    | Бронза                                                                          | Бронза       |
| ---------------------- | -------------------------------------------------------------------- | --------- | ----------------------------------------------------------------------------- | --------- | ------------------------------------------------------------------------------- | ------------ |
| Стокхолм 1912. детаљи  | Шведска · 2°Хјалмар Андерсон · 3°Џон Еке · 5°Јосеф Тернстрем         | 2+3+5=10  | Финска 1°Ханес Колемаинен 4°Јалмари Ескола 6°Албин Стенрос                    | 1+4+6=11  | Уједињено Краљевство · 15°Фредерик Хибинс · 16°Ернест Главер · 18°Томас Хамфриз | 15+16+18= 49 |
| Антверпен 1920. детаљи | Финска · 1° Паво Нурми · 3° Хеики Лиматаинен · 6° Теодор Коскенијеми | 1+3+6= 10 | Уједињено Краљевство · 4° Џејмс Вилсон · 5° Френк Хегарти · 12° Алфред Николс | 4+5+12=21 | Шведска · 2° Ерик Бакман · 10° Густаф Матсон · 11° Хилдинг Екман                | 2+10+11=23   |
| Париз 1924. детаљи     | Финска · 1° Паво Нурми · 2° Виле Ритола · 8° Хеики Лиматаинен        | 1+2+8=11  | САД 3° Ерл Џонсон 5° Артур Студенрот 6° Огуст Фејгер                          | 3+7+9=17  | Француска · 4° Анри Лово · 7° Гастон Е · 9° Морис Норлан                        | 4+7+9=17     |

## Биланс медаља у кросу екипно
|    | Држава               | Злато | Сребро | Бронза | Укупно |
| -- | -------------------- | ----- | ------ | ------ | ------ |
| 1. | Финска               | 2     | 1      | -      | 3      |
| 2. | Шведска              | 1     | -      | 1      | 2      |
| 3. | Уједињено Краљевство | -     | 1      | 1      | 2      |
| 4. | Сједињене Државе     | -     | 1      | -      | 1      |
| 5. | Француска            | -     | 1      | 1      |        |
|    | Укупно (5)           | 3     | 3      | 3      | 9      |